# Ghost work
Ghost work (em português, trabalho fantasma) é um termo, utilizado por Mary L. Gray, para designar trabalhos baseados em tarefas sob demanda, através da internet e APIs. Esses funcionários, na maioria dos casos, não possuem direitos trabalhistas, como compensação por acidente ou limite de horas de trabalho.

## Definições
Após a popularização de tecnologias crowdsourcing, como o Amazon Mechanical Turk, para criação de rótulos a serem utilizados na inteligência artificial, surgiu um debate sobre quem eram esses trabalhadores e suas condições de trabalho , já que há uma estimativa de que, em 2020, trabalhos sob demanda terão uma quota de mercado de 25 bilhões de dólares, e que em até 2030, 38% dos trabalhos nos Estados Unidos serão automatizados . Apesar disso, a inteligência artificial em algum ponto necessita de pessoas mexendo nos dados, seja para estruturar de alguma maneira ou para a limpeza de dados, e a maioria dos cientistas e engenheiros não sabem quem são esses trabalhadores, criando os chamados Ghost Workers.
Os ghost workers não trabalham diretamente para empresas, sendo difícil obter informações além das demográficas que são fornecidas pelas plataformas, já que os trabalhos são temporários - especificamente no Amazon Mechanical Turk, 50% da força de trabalho é alterada entre 12-18 meses - porém estima-se que 8% dos americanos já fizeram algo nesta área e 52% da força de trabalho ganha menos do que é permitido pela lei americana. Foi verificado que esses trabalhadores possuem uma rede de contatos, seja para a indicação de trabalhos, apoio emocional ou para compartilhar boas práticas. Alguns dos efeitos ligados aos ghost workers é a hipervigilância, já que é necessário estar sempre atento as melhores oportunidades das plataformas - sendo negativo também para os contratantes, pois não conseguem escolher exatamente o melhor funcionário para a função dada a quantidade de inscrições feitas. O fatos dos trabalhos estarem disponíveis a qualquer momento pode afetar na qualidade de sono dos trabalhadores, já que alguns colocam alarmes e notificações para as publicações de serviço.
Grandes companhias possuem seus próprios serviços de crowdsourcing, como a Microsoft que possui a Microsoft's Universal Human Relevance System, no período que foi lançado, possuía em torno de 7.5 milhões de tarefas mensais.

## Motivações
As motivações citadas por ghost workers envolvem controle do tempo, já que existem trabalhos disponíveis 24 horas por dia e há uma flexibilidade - permitindo liberdade para cuidar da família ou possuir outros empregos, controle de projetos e controle do local de trabalho - podendo não ser necessário um escritório, por exemplo. A maioria dos trabalhadores estão localizados nos Estados Unidos e Índia. 70% dos usuários de plataformas como Amazon Mechanical Turk são "experimentadores" - que tentam a plataforma mas que resolvem não continuar, 20% são "regulares", onde eles passam um tempo determinado previamente para realizar as tarefas e 10% são chamados de "frequentes", onde essas plataformas funcionam como um emprego e tendem a estar sempre presentes para realizar tarefas. Os regulares impedem que os trabalhadores frequentes dominem o mercado.

## Repercussão

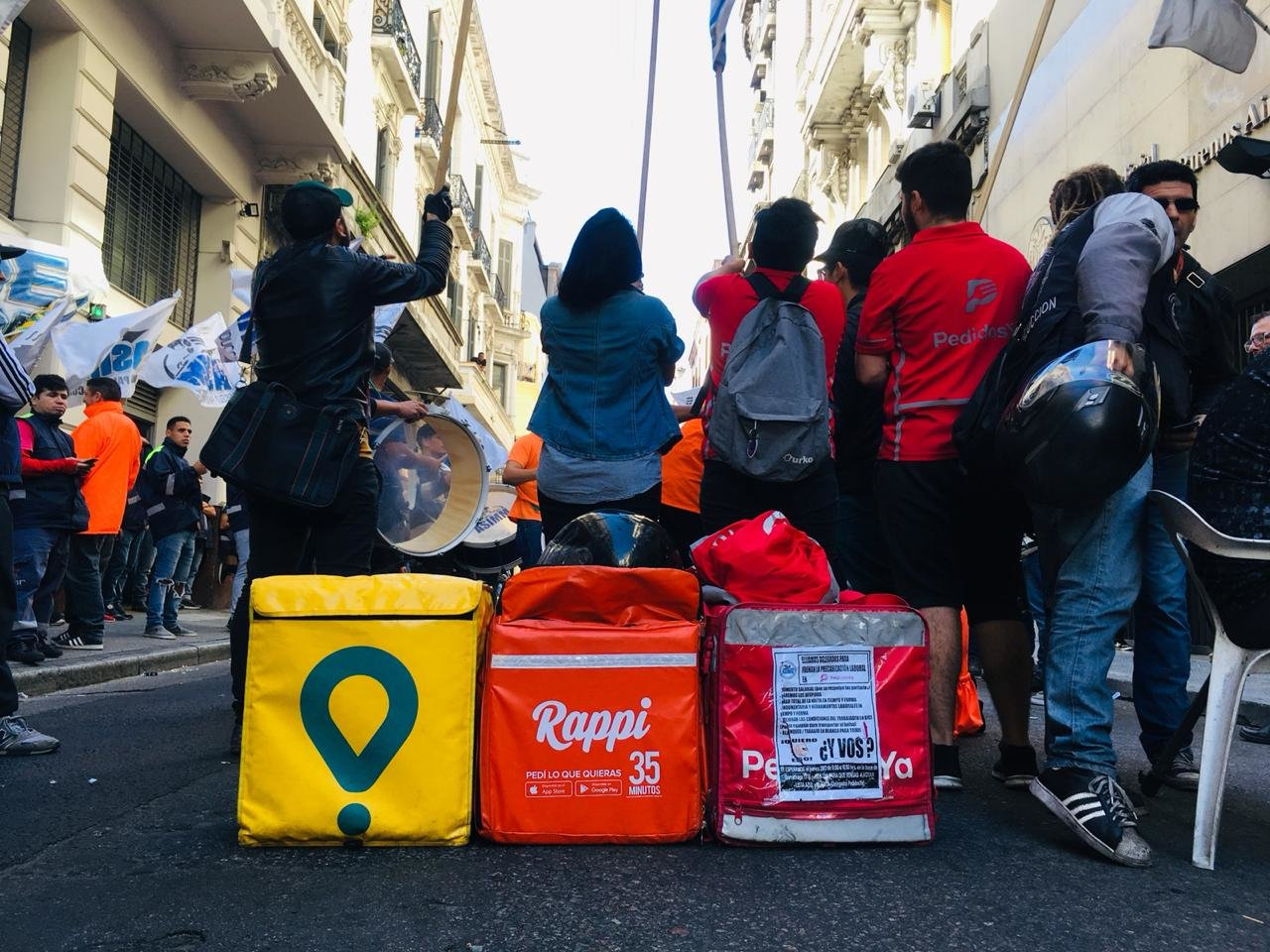
Manifestantes contra os direitos trabalhistas da Rappi e Glovo

Algumas grandes empresas de tecnologia, como Google e Microsoft, começaram a exigir direitos trabalhistas similares aos seus funcionários para os funcionários terceirizados, incluindo os ghost workers - tornando-se influências positivas na área de tecnologia da informação, após uma série de protestos. O problema de funcionários terceirizados para testar softwares não é recente - em 1992, a Microsoft foi processada por não dar os benefícios aos funcionários terceirizados. E, nesse caso, após 8 anos a empresa foi obrigada a pagar a multa 97 milhões de dólares, dinheiro que seria distribuído em torno de 8000  a 12000 funcionários.
A Amazon Mechanical Turk foi acusada de monopólio no mercado de trabalho online, permitindo a baixa remuneração dos seus funcionários. Essas novas empresas também são acusadas de utilizar gamificação, com padrões similares a Jogos de azar, para estimular cada vez mais o uso das plataformas por parte dos trabalhadores.
Enquanto isso, funcionários da Uber e da Lyft protestam pela falta de transparência das empresas em relação ao lucro ganho por viagem e a falta de condições de trabalho, com os motoristas são considerados como funcionários terceirizados.  Na Espanha, houve protestos contra a Glovo - aplicativo de entrega, similar ao Uber Eats - após a morte de um entregador, onde eles são classificados como "empregados autônomos". Estima-se que motoristas sob demanda, como nos aplicativos citados, possuem 20 vezes mais riscos de sofrerem homicídio do que trabalhadores comuns.  Além disso, esses funcionários pagam o próprio equipamento, como carro, bicicleta e equipamentos de segurança - como capacetes . Também não fica claro como essas plataformas cuidam dos seus funcionários, com comportamentos bastante heterogêneos.
Outras categorias, como moderadores de conteúdo do Facebook - cujo trabalho é analisar postagens feitas na plataforma e ver se estão de acordo com os termos de uso - são expostos a cenas fortes, como pedofilia e discurso de ódio, sem receberem os devidos cuidados a possíveis traumas psicológicos, principalmente após um trabalhador morrer durante o trabalho, em 2018, e o escritório, localizado na Flórida, não possuir um desfibrilador. Moderadores de conteúdo também estão presentes no Google e Twitter, levantando questões sobre individualidade na hora de selecionar o que deve ser postado nas redes e  fake news após o documentário The Cleaners.
Na China, a popularização de "fábricas" de criadores de rótulos também aumenta a preocupação com o futuro utópico do país, que busca criar uma pontuação para seus cidadãos - com implementação prevista até 2020, além do maior número de startups em Visão computacional em 2017. O governo do país possui grande quantidade de dados, precisando cada vez mais de trabalhadores que tratem deles - com a criação de plataformas próprias de crowdsourcing, com os mesmos problemas de baixos salários.

## Melhorias a serem feitas
Algumas sugestões foram feitas por Mary L. Gray, para evitar que as situações atuais dos ghost workers se propaguem, como:
- Planos de saúde para todos os trabalhadores;
- Garantia de educação, mesmo após a entrada no mercado de trabalho;
- Espaço de coworking, melhorando os espaços de trabalho;
- Retenção de trabalhadores, mantendo a mão-de-obra - diminuindo as preocupações de desemprego

## Exemplos deghost work
- Moderadores de websites
- Criadores de rótulos para inteligência artificial
- Estafetas temporários
- Testes de usabilidade
- Tradutores em demanda